# Clytellus
Clytellus es un género de escarabajos longicornios de la tribu Clytellini.

## Especies
- Clytellus akiyamai Niisato, 2015
- Clytellus barclayi Miroshnikov, 2014
- Clytellus belokobylskiji Miroshnikov, 2014
- Clytellus benguetanus Schultze, 1920
- Clytellus canaliculatus Holzschuh, 1993
- Clytellus dembickyi Miroshnikov, 2014
- Clytellus elongatus Pic, 1931
- Clytellus fulgidus Holzschuh, 1991
- Clytellus gressitti Miroshnikov, 2014
- Clytellus hefferni Miroshnikov, 2015
- Clytellus javanus Miroshnikov, 2015
- Clytellus jenisi Miroshnikov, 2015
- Clytellus kareli Holzschuh, 2003
- Clytellus kasatkini Miroshnikov, 2014
- Clytellus kiyoyamai Hayashi, 1977
- Clytellus konstantinovi Miroshnikov, 2020
- Clytellus kubani Miroshnikov, 2014
- Clytellus laosicus Gressitt & Rondon, 1970
- Clytellus lingafelteri Miroshnikov, 2015
- Clytellus lobanovi Miroshnikov, 2014
- Clytellus makarovi Miroshnikov, 2014
- Clytellus malayanus Hayashi, 1977
- Clytellus methocoides Westwood, 1853
- Clytellus monilis Holzschuh, 2011
- Clytellus mononychus Holzschuh, 2003
- Clytellus olesteroides Pascoe, 1885
- Clytellus perhentianus Miroshnikov, 2014
- Clytellus periculosus Miroshnikov, 2015
- Clytellus philippinus Miroshnikov & Tichý, 2015
- Clytellus sarawakiensis Miroshnikov, 2015
- Clytellus selebensis Gestro, 1877
- Clytellus serratulus Holzschuh, 1991
- Clytellus shibatai Hayashi, 1977
- Clytellus tatianae Miroshnikov, 2014
- Clytellus viridipennis Hayashi, 1977
- Clytellus vivesi Miroshnikov, 2014
- Clytellus waterstradti Miroshnikov, 2015
- Clytellus westwoodii Pascoe, 1857